# Internalizace
Internalizace (někdy také interiorizace, česky zvnitřnění) je psychologické a sociologické označení procesu, během kterého si člověk internalizuje (vnitřně osvojuje) objektivní svět, aby byl schopný přežít v lidské společnosti. Toto označení bylo mj. použito americkým sociologem Talcottem Parsonsem. Spolu s dalšími funkcionalisty navazuje na Émile Durkheima, který byl známý mj. svým označením člověka jako „Homo duplex“. V této teorii poukazoval na dualismus a rozpolcenost jedince, kdy proti sobě stojí ego a sociální interakce. Jako hlavní hybatel vývoje lidského chování a myšlení je vnímána společnost, naproti tomu dřívější teorie předpokládaly vrozené vlastnosti před interakcí s ostatními členy společnosti.
Důležitou roli hraje při tomto procesu osvojování jazyk v mezilidské komunikaci, který je podle G. H. Meada klíčový při osvojování hodnot a utváření takzvaného „já“.
K procesu internalizace dochází v období socializace, kdy se z lidského jedince stává sociální a kulturní bytost. Jde tedy především o období dětství, kdy si jedinec pomocí rodiny osvojuje hodnotový systém společnosti, ve které žije. Zde se jedná o nevědomý proces internalizace. K osvojování společenských norem a jejich změn však dochází i nadále v průběhu života. V tomto případě již hovoříme o uvědomělém procesu, který je sice méně spontánní, jeho výsledek je nicméně stejný. Jakmile dojde k osvojení normy, jedinec již nevnímá nutnost řídit se touto normou jako tlak společnosti a automaticky jedná v souladu s touto normou. Toto je hlavní rozdíl mezi internalizací a sociální kontrolou, jež se vyznačuje vnějším tlakem na jedince. Proto někteří považují internalizaci za výsledek procesu sociální integrace  a enkulturace.

## Sociální svět
Při vzájemné interakci dvou jedinců vznikají typizace, kdy jeden z dvojice pozoruje činy toho druhého a nachází v nich určitý motiv. Postupem času je tedy schopen určit nadcházející chování druhé osoby při konání dané činnosti. Tak se začíná vytvářet soubor rutinních činností, který utváří společné zázemí těchto dvou lidí. Ve společném zázemí vznikají nové nápady a ty vedou k habitualizaci. Dochází tak k procesu budování společenského světa. Dalším generacím je tento svět předáván jako objektivní. Vše v něm vytvořené existuje a platí nezávisle na konkrétních jedincích. Jde tedy o jakousi pevně danou neměnnou realitu, která je pro dítě jedinou realitou ve fázi socializace, zejména pak na jejím počátku. Díky existenci této objektivní reality a jejímu předávání dalším generacím můžeme hovořit o sociálním světě.
Mezi člověkem a sociálním světem jím vytvořeným dochází ke vzájemné interakci. Tedy nejen že může člověk měnit svůj sociální svět, ale stejně tak je svým výtvorem sám ovlivňován. Tento jev, který nazýváme dialektický proces, zahrnuje tři části. První je externalizace, tedy působení produktů lidské činnosti na sociální svět. Proces, kdy tyto externalizované produkty nabývají vlastnosti objektivity, se nazývá objektivace. Poslední složkou je internalizace, tedy zvnitřnění sociálního světa. Tato složka je z nich nejvýznamnější, neboť právě při ní se projevuje dialektika sociálního světa.

## Pojetí socializace
Koncept socializace můžeme uchopit z hlediska prostředí. V něm hraje důležitou roli např. okolní svět, jazyk, historické a společenské události, nebo hierarchie společnosti. Dalším aspektem jsou konkrétní případy, při kterých dochází k sociální interakci. V tomto případě záleží na konkrétních individualitách, není předvídatelné, k jakému procesu dojde, pokud naprosto přesně neznáme aktéry. Třetím známým aspektem jsou výsledky socializace, které jsou viditelné. Jasným příkladem u člověka je naučení se mluvit, chodit. Pokud ve výsledku dojde např. k používání jazyka jako celku, hledá jedinec pravděpodobně vlastní kombinace k použití nových poznatků.

## Subjektivní realita
Sociální svět může být i subjektivní. Každý jedinec hraje v sociálním světě jednu nebo více rolí a internalizací těchto rolí se pro něj sociální svět stává subjektivním. Člověk se však nerodí automaticky jako člen společnosti, nýbrž má sklony ke společenskosti a součástí společnosti se stává postupem času procesem socializace. Základem tohoto procesu je internalizace. Každá událost má svůj objektivní význam, který se při osvojení mění na subjektivní. Jedinec tak může vnímat subjektivní událost jiného člověka a přijmout význam této události za vlastní. To ovšem neznamená, že je výsledek tohoto subjektivního vnímání dvou různých jedinců stejný. Například pokud vidíte někoho plakat, budete se domnívat, že se tomuto člověku stalo něco špatného a je nešťastný. Nicméně se může jednat o tzv. slzy štěstí, kdy je člověk velmi dojatý z radostné události a je šťastný. Vaše subjektivní vnímání této události se tedy může lišit od subjektivního vnímání stejné události jiným jedincem. Internalizací tedy nejen přiřazujeme subjektivní význam objektivním událostem, ale zároveň se přibližujeme k pochopení subjektivního vnímání objektivních událostí jiným jedincem.

## Psychoanalytický význam
V psychoanalytickém slova smyslu se jedná o nevědomé vývojové procesy, jež mohou být kdykoli použity Ego jako obranné mechanismy, kdy se části objektivního světa (částečné nebo úplné objekty) stávají součástí self jedince, tedy, kdy zkušenost s kvality non self nabývá kvality self.
Jako vývojové procesy se uplatňují zejména v těch fázích časného vývoje, kdy jsou hranice já a ty, --self a non-Self, případně Self, a objekt ještě nedostatečně diferencované a propustné (zkušenost je organizována podle principu slasti na dobrou a špatnou, gratifikující a frustrující). Zahrnujeme mezi ně inkorporaci, introjekci a identifikaci, ve vymezení jednotlivých pojmů jsou mezi autory rozdíly.

### Pojmy
Okrajově lze význam jednotlivých pojmů přiblížit následovně:
- inkorporace – „láskou bych tě snědl“, „vstoupil do mě duch policie“ (Anděl s Ďáblem v těle, nicméně zde jde o internalizaci dočasnou a přechodnou, jak lituje žena vrchního policejního komisaře Bulise – viz film), inkorporace tedy obsahuje představu o splynutí self alespoň s částí objektu
- introjekce – „vidím v duchu vztyčený prst a nemůžu“, introjekcí se stávají vnější objekty vnitřními, resp. zkušenost se vnějšími objekty je přeměněna do představy o nich, označované jako vnitřní objekt, představa je ale do značné míry nadána mocí, kterou tyto zevní objekty měly (výsledkem je vnitřní objekt, synonymem je introjekt)- jednou ze záludností vnitřních objektů může být to, že k nám mohou promlouvat v první osobě (kupř. otec říkal „jsi k ničemu“, ale já se v dospělosti prožívám „jako bych byl k ničemu“). Introjekty obecně klasifikujeme na dobré a špatné.
- identifikace: identifikace je spojena s obohacením Self objektu o určit aspekty objektu, na rozdíl od introjektu (vnitřního objektu) jsou plně asimilovány do self.
  - Identifikace s rodičem stejného pohlaví je zdrojem tvorby Superego a předpokladem úspěšného vyústění oidipské situace podle klasické teorie.
  - Identifikace s agresorem je ve skutečnosti introjekcí.